# Cirrochroa thais

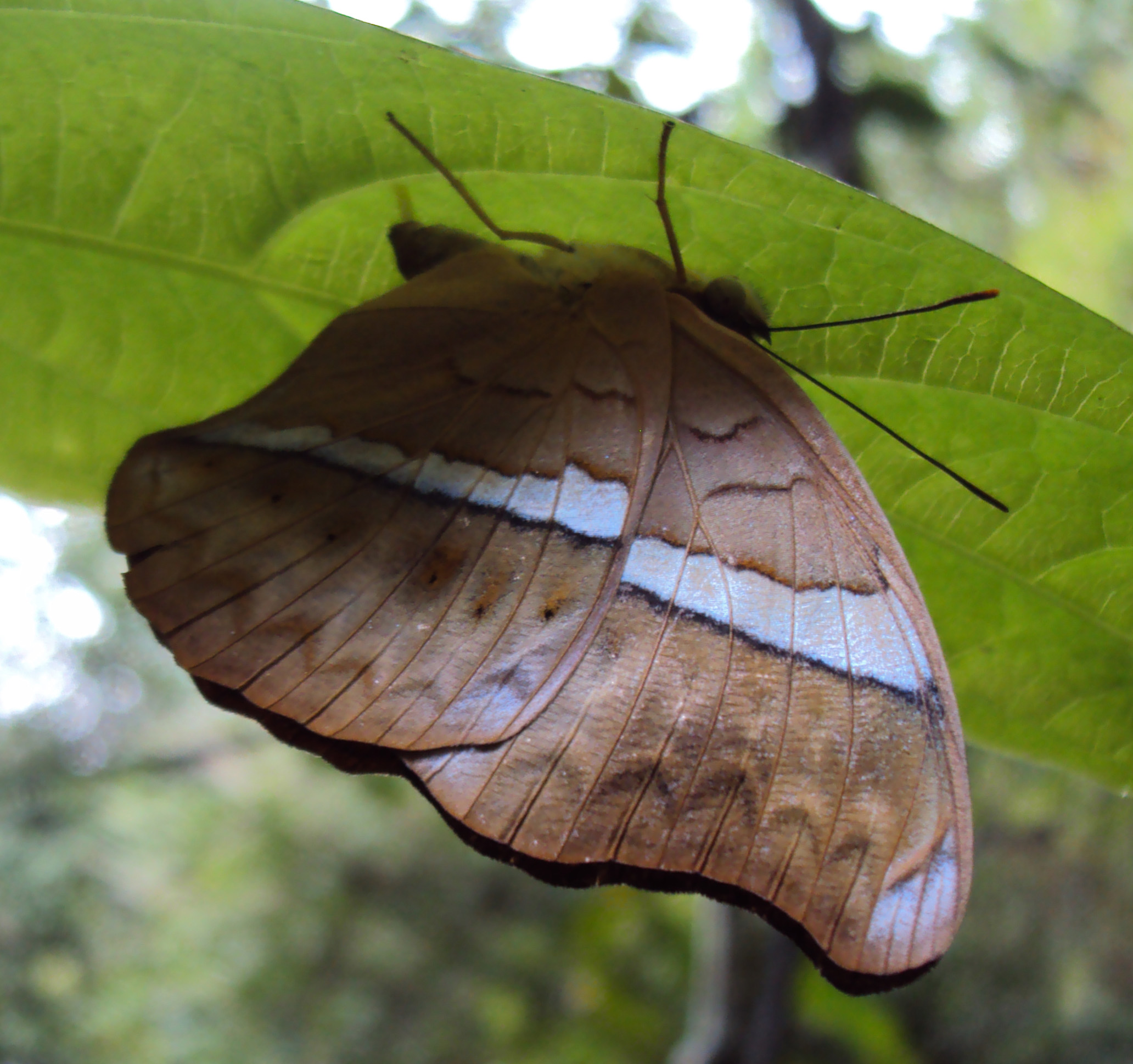
Flügelunterseite eines Eier legenden Weibchens

Cirrochroa thais ist ein in Asien vorkommender Schmetterling (Tagfalter) aus der Familie der Edelfalter (Nymphalidae).

## Merkmale

### Falter
Die Flügelspannweite der Falter beträgt 62 bis 70 Millimeter. Die Weibchen sind etwas größer als die Männchen. Bei beiden Geschlechtern haben die Flügel eine orangegelbe bis orangebraune Grundfarbe. Der Apex der Vorderflügeloberseite sowie der Saum sind bräunlich verdunkelt. Falter, die während der trockenen Perioden schlüpfen, sind generell heller gefärbt. Arttypisch ist ein weißer Fleck am Vorderrand der Hinterflügel. Durch die Postdiskalregion verläuft eine Reihe schwarzer Punkte. Die Flügelunterseiten sind blass hellbraun bis rotbraun gefärbt. Eine scharf gezeichnete dunkelbraune, meist breit weiß angelegte Querlinie, die durch die Diskalregion verläuft, hebt sich deutlich hervor. Die Hinterflügel zeigen keine Schwänzchen.

### Ei
Das Ei hat eine gelbliche bis bräunliche Farbe, eine fassähnliche Form, ist auf der Oberfläche mit vielen gezackten Längsrippen versehen und wird in langen, aufeinander getürmten Ketten auf der Unterseite des Blattes einer Nahrungspflanze abgelegt.

### Raupe
Die gesamte Körperoberfläche der schwarzbraun gefärbten jungen Raupen ist mit ebenfalls schwarzbraunen, leicht verzweigten Dornen überzogen. Sie leben zunächst gesellig. Ausgewachsen nehmen sie eine gelbliche bis graubraune Körperfarbe an, zeigen eine dunkle Rückenlinie und sind auf jedem Segment mit stark verzweigten schwarzen Dornen versehen. Am glänzend gelben Kopf heben sich zwei große, schwarze, längliche, augenähnliche Flecke ab.

### Puppe
Die Puppe ist als Stürzpuppe ausgebildet, hat eine hellbraune bis cremeweiße Farbe und ist mit vielen dunklen Punkten gefleckt. Der Rücken ist mit rotbraunen hakenförmigen Scoli überzogen.

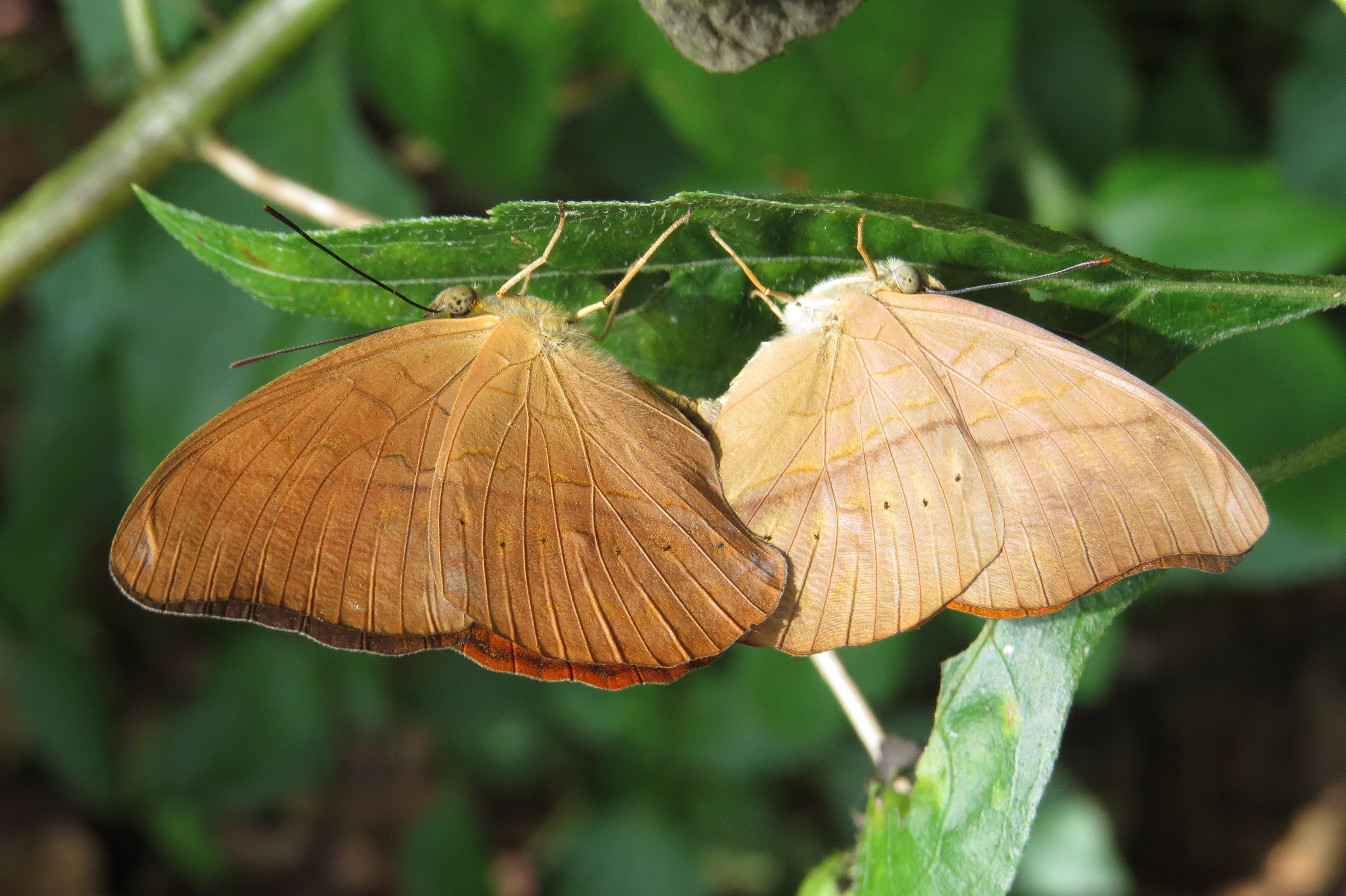
Paarung
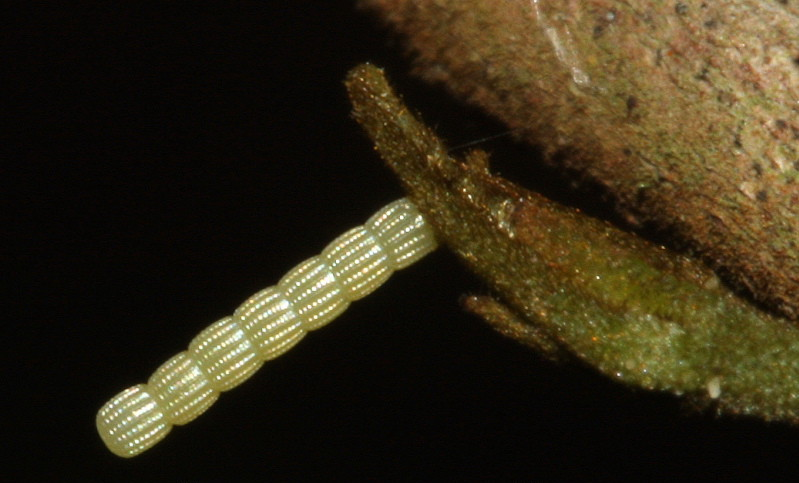
Eier
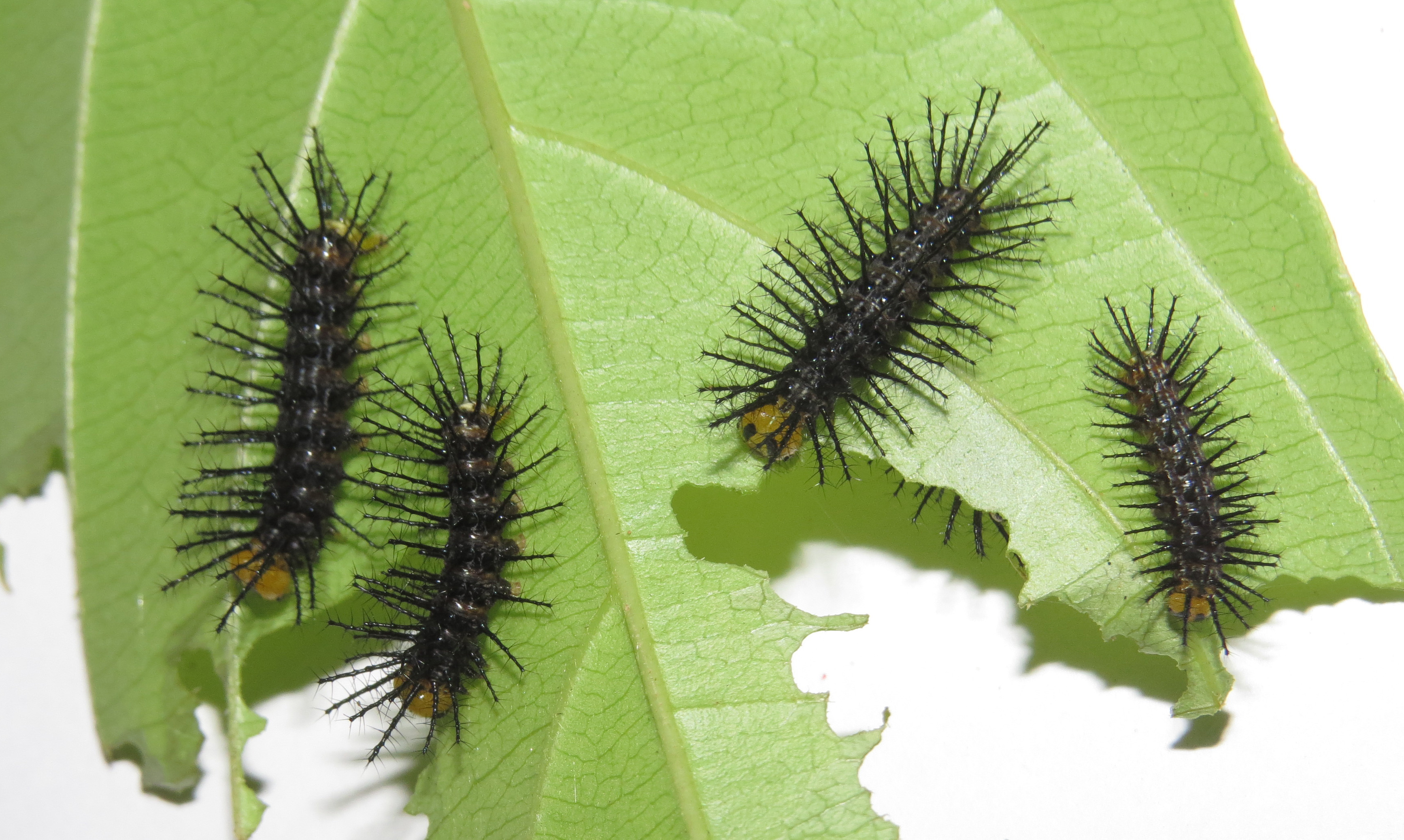
Junge Raupen
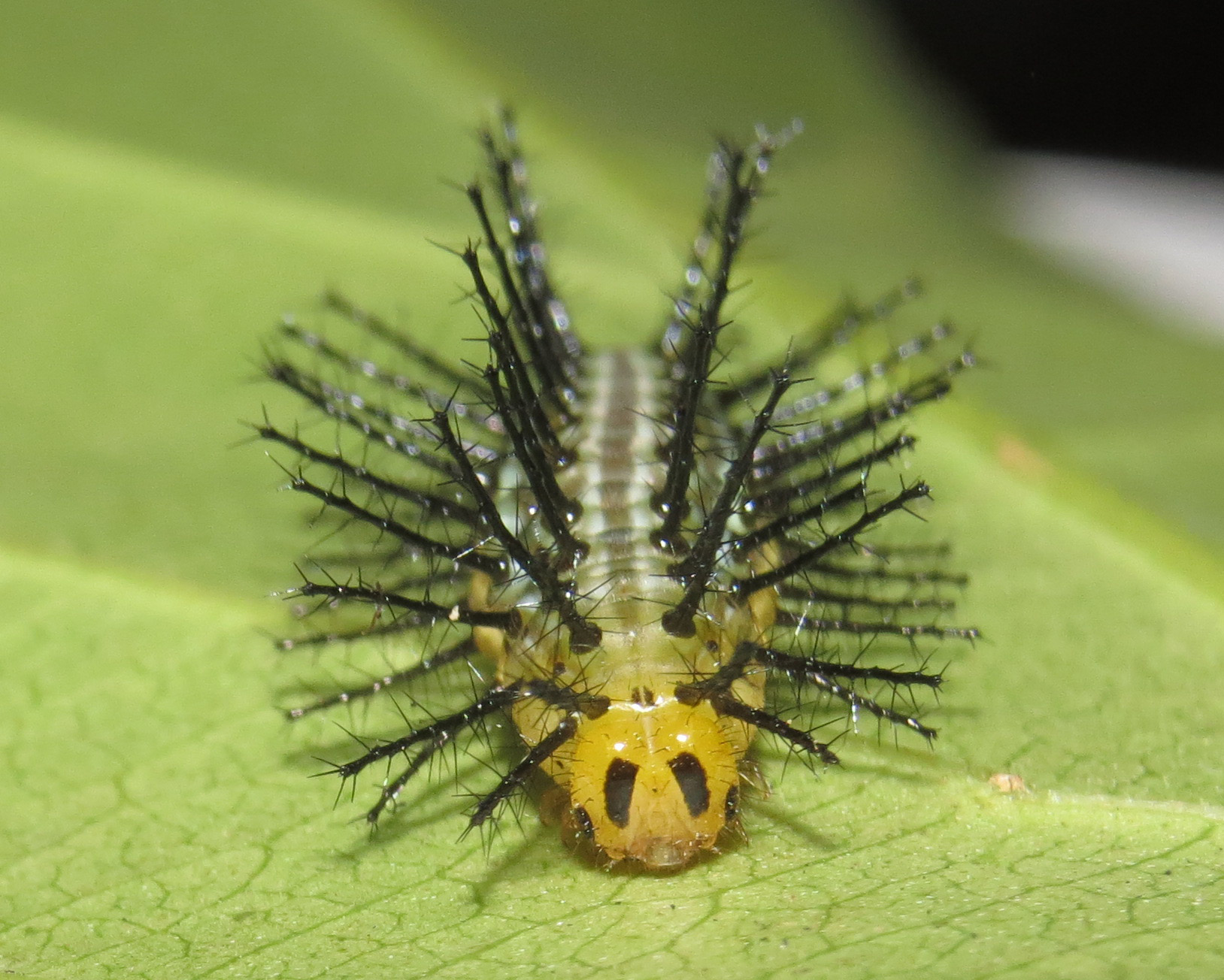
Ausgewachsene Raupe
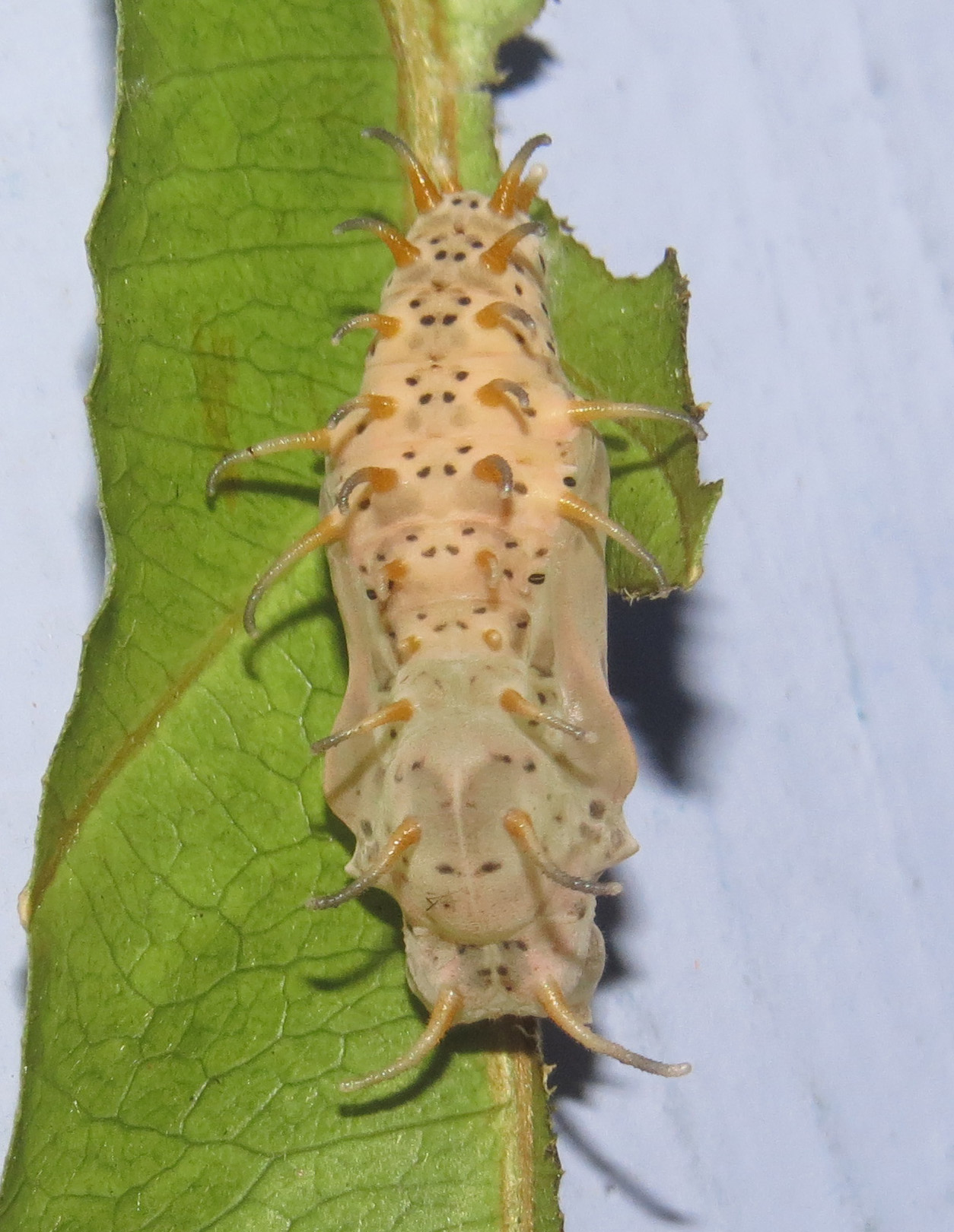
Puppe

### Ähnliche Arten
Bei Vindula dejone ist der Apex der Vorderflügel heller, der weiße Fleck am Vorderrand der Hinterflügel fehlt und die Falter zeigen kurze Schwänzchen.

## Verbreitung, Unterarten und Lebensraum
Cirrochroa thais kommt im Südwesten Indiens verbreitet vor. Auf Sri Lanka ist die Unterart Cirrochroa thais lanka heimisch. Die Art besiedelt in erster Linie tropische Wälder, auf Sri Lanka in Höhenlagen zwischen 900 und 1200 Metern.

## Lebensweise
Die Falter fliegen das ganze Jahr hindurch in mehreren Generationen. Am zahlreichsten treten sie nach Ende der Monsunzeit von Oktober bis Dezember auf. Sie saugen gelegentlich an feuchten Erdstellen oder Exkrementen, um Flüssigkeit und Mineralstoffe aufzunehmen. Die Raupen ernähren sich von den Blättern der zur Pflanzenfamilie Achariaceae zählenden Hydnocarpus wightianus.